# Gerardo Nieves Loja
Gerardo Miguel Nieves Loja (ur. 13 czerwca 1963 w El Valle) – ekwadorski duchowny rzymskokatolicki, mianowany biskupem koadiutorem Riobamby w 2020 roku; zrezygnował z przyjęcia sakry biskupiej, biskup pomocniczy Guayaquil od 2021.

## Życiorys

### Prezbiterat
Święcenia kapłańskie przyjął 12 grudnia 1993 roku w Instytucie Misji Zagranicznych z Yarumal. Po święceniach podjął pracę misyjną w Kamerunie. W 1996 powrócił do kraju i opuścił instytut, jednocześnie uzyskując inkardynację do diecezji Riobamba. Pełnił funkcje m.in. wykładowcy i rektora diecezjalnego seminarium, duszpasterza młodzieży oraz wikariusza generalnego.

### Episkopat
27 października 2020 roku papież Franciszek mianował go biskupem koadiutorem diecezji Riobamby. 28 kwietnia 2021 tenże sam papież przyjął jego rezygnację z pełnionej funkcji z „powodów osobistych”.
23 października 2021 roku papież Franciszek mianował go biskupem pomocniczym Guayaquil ze stolicą tytularną Tigisi in Numidia. Sakry udzielił mu 4 grudnia 2021 arcybiskup Luis Cabrera Herrera.